# Nicolaus tenax
Nicolaus tenax är en insektsart som beskrevs av Stiller 1998. Nicolaus tenax ingår i släktet Nicolaus och familjen dvärgstritar. Inga underarter finns listade i Catalogue of Life.